# امیر عزمی مجاهد
امیر عزمی مجاهد (عربی: أمير عزمي مجاهد؛ زادهٔ ۱۴ فوریهٔ ۱۹۸۳) بازیکن فوتبال اهل مصر است.
از باشگاه‌هایی که در آن بازی کرده‌است می‌توان به باشگاه فوتبال الشباب عربستان سعودی، باشگاه فوتبال التعاون عربستان سعودی، باشگاه ورزشی زمالک، باشگاه فوتبال پائوک، و تیم ملی فوتبال مصر اشاره کرد.
وی همچنین در تیم ملی فوتبال مصر نیز بازی کرده‌است.